# Elezioni presidenziali in Messico del 1994
Le elezioni presidenziali in Messico del 1994 si sono tenute il 21 agosto, contestualmente alle elezioni parlamentari.
Queste elezioni, le prime nella storia del Messico ad essere monitorate da osservatori internazionali, videro vincitore Ernesto Zedillo, candidato dal PRI in sostituzione di Luis Donaldo Colosio, assassinato nel pieno della campagna elettorale.

## Risultati
| Ernesto Zedillo             | Partito Rivoluzionario Istituzionale                     | 17 181 651 | 50,13 |  |  |  |  |  |
| Diego Fernández de Cevallos | Partito Azione Nazionale                                 | 9 146 841  | 26,69 |  |  |  |  |  |
| Cuauhtémoc Cárdenas         | Partito della Rivoluzione Democratica                    | 5 852 134  | 17,07 |  |  |  |  |  |
| Cecilia Soto González       | Partito del Lavoro                                       | 970 121    | 2,83  |  |  |  |  |  |
| Jorge González Torres       | Partito Verde Ecologista del Messico                     | 327 313    | 0,95  |  |  |  |  |  |
| Rafael Aguilar Talamantes   | Partito del Fronte Cardenista di Ricostruzione Nazionale | 297 901    | 0,87  |  |  |  |  |  |
| Álvaro Pérez Treviño        | Partito Autentico della Rivoluzione Messicana            | 192 795    | 0,56  |  |  |  |  |  |
| Marcela Lombardo Otero      | Partito Popolare Socialista                              | 166 594    | 0,49  |  |  |  |  |  |
| Pablo Emilio Madero         | Partito Democratico Messicano                            | 97 935     | 0,29  |  |  |  |  |  |
| Candidati non registrati    | -                                                        | 43 715     | 0,13  |  |  |  |  |  |
| Totale                      | Totale                                                   | 34 277 000 | 100   |  |  |  |  |  |
|                             |                                                          |            |       |  |  |  |  |  |
| Voti non validi             | Voti non validi                                          | 1 008 291  | 2,86  |  |  |  |  |  |
| Votanti                     | Votanti                                                  | 35 285 291 | 77,16 |  |  |  |  |  |
| Elettori                    | Elettori                                                 | 45 729 053 |       |  |  |  |  |  |

| Controllo di autorità | LCCN (EN) sh2010108070 · BNF (FR) cb135384003 (data) |